# چم پلک
چم پلک شهری از توابع بخش شاهیوند شهرستان چگنی در استان لرستان ایران است.

## جمعیت
این شهر در دهستان کشکان قرار دارد و براساس سرشماری مرکز آمار ایران در سال ۱۳۹۵، جمعیت آن ۷۰۷ نفر (۱۸۶ خانوار) بوده‌است.